# ملعب شهيد بهشتي
ملعب شهيد بهشتي (بالفارسية: ورزشگاه شهید بهشتی ) ، هي ملعب لكرة القدم في مدينة بوشهر الإيرانية ، وتلعب فيه نادي شاهين بوشهر الرياضي في بطولة الدوري الإيراني لكرة القدم للدرجة الثانية، وعدد الاستعياب الجماهيري لا تتعدى 15.000 الف متفرج.